# Avril (film, 2006)
Pour les articles homonymes, voir Avril (homonymie).
Pour plus de détails, voir Fiche technique et Distribution.
Avril est un film français réalisé par Gérald Hustache-Mathieu, sorti en 2006.

## Synopsis
Avril est le nom d'une jeune fille élevée dans un couvent. Elle apprend, alors qu'elle est sur le point de prononcer ses vœux, qu'elle a un frère jumeau. Elle part à sa recherche.

## Fiche technique
- Titre : Avril
- Titre international : April In Love
- Réalisation : Gérald Hustache-Mathieu
- Scénario : Gérald Hustache-Mathieu
- Production : Isabelle Madelaine
- Budget : 2 millions d'euros
- Photographie : Aurélien Devaux
- Montage : François Quiqueré
- Décors : Françoise Arnaud
- Costumes : Sophie Schaal
- Société de production : Dharamsala
- SOFICA : Cofinova 2
- Pays d'origine :  France
- Format : couleur - 1,85:1 - Dolby Surround - 35 mm
- Genre : comédie dramatique
- Durée : 96 minutes
- Dates de sortie : 14 juin 2006 (France), 12 juillet 2006 (Belgique)

## Distribution
- Sophie Quinton : Avril
- Miou-Miou : sœur Bernadette
- Nicolas Duvauchelle : Pierre
- Clément Sibony : David
- Richaud Valls : Jim
- Geneviève Casile : mère Marie-Joseph
- Monique Mélinand : sœur Céleste
- Anna Mihalcea : Flora
- Claude Duty : père Jean Diard
- Mathilde Mignot : Avril enfant
- Frédéric Quiring : le père adoptif de David
- Marie Vinoy : la mère adoptive de David
- Milo Hustache-Mathieu : David enfant

## Autour du film
- Le tournage s'est déroulé dans le Calvados, en Camargue, dans le Jura, à Mouthe, Romagne et Rouen.
- Bien que non crédité, Luc Besson a participé au financement du film.

## Distinctions
- Grand Prix Hydro-Québec 2006, Festival du cinéma international en Abitibi-Témiscamingue

## Bande originale
- Aline, interprété par Christophe, Sophie Quinton, Nicolas Duvauchelle, Clément Sibony et Richaud Valls
- Goodbye je reviendrai, interprété par Christophe
- Tell Me Who's the Girl, interprété par Annette Funicello
- Three Guesses, interprété par Linda Scott
- Let's Twist Again, interprété par Annette Funicello
- Darkwood VII — New Morning, de David Darling
- Luna de abril, interprété par María Dolores Pradera